# Kustos
Kustos är en akademisk titel som huvudsakligen avser en professor som övervakar en disputation. En kustos kan även ha en roll liknande kuratorns som överinseende över samlingar och utställningar.
Ordet kommer av latinets ord custos med betydelsen "vakt", "väktare" eller "övervakare".